# David Loughery
Pour les articles homonymes, voir Loughery.
David Loughery, né à Oak Park, (Illinois) le 3 mars 1953 et mort à St. Petersburg (Floride) le 9 juillet 2024, est un producteur et scénariste américain.

## Filmographie

### comme scénariste
- 1984 : Dreamscape
- 1989 : Star Trek 5 : L'Ultime Frontière (Star Trek V: The Final Frontier)
- 1990 : Flashback
- 1992 : Passager 57 (Passenger 57)
- 1993 : The Three Musketeers
- 1995 : Money Train
- 1995 : Tom et Huck (Tom and Huck)
- 2008 : Harcelés (Lakeview Terrace)
- 2009 : Obsessed
- 2013 : Penthouse North de Joseph Ruben
- 2013 : Nurse de Douglas Aarniokoski
- 2020 : Fatale de Deon Taylor
- 2022 : Shattered de Luis Prieto (en)

### comme producteur
- 1990 : Flashback
- 2013 : Penthouse North de Joseph Ruben (coproducteur)